# Asura latimargo
Asura latimargo là một loài bướm đêm thuộc phân họ Arctiinae, họ Erebidae.